# Kopanie Zmysłowskie
Kopanie Zmysłowskie – osada wsi Zmysłówka położona w Polsce, w województwie podkarpackim, w powiecie leżajskim, w gminie Grodzisko Dolne.